# جايسون بوون
جايسون بوون (8 أكتوبر 1985 بنيويورك في الولايات المتحدة - ) (بالإنجليزية: Jason Gregory Boone)‏ هو لاعب كرة سلة أمريكي في مركز هجوم قوي الجسم. لعب مع بي جي غوتنغن.

## وصلات خارجية
- جايسون بوون على موقع كرة السلة الأوروبية.كوم (الإنجليزية)
- جايسون بوون على موقع ريلجم (الإنجليزية)
- جايسون بوون على موقع بروبوليرز (الإنجليزية)
- جايسون بوون على موقع سبورتس رفرنس (الإنجليزية)